# Super Desafio BRA Adulto Masculino de Basquete
Super Desafio BRA Adulto Masculino de Basquete foi um torneio amistoso de basquetebol masculino realizado nos dias 31 de Julho a 2 de Agosto de 2014 no Ginásio do Maracanãzinho.
A competição, que serviu como preparação para o Campeonato Mundial de Basquetebol Masculino de 2014, contou com a presença de três seleções:
- Brasil;
- Argentina;
- Angola;

## Fichas Técnicas dos Jogos

### Brasil x Angola
| 31 de julho de 2014 20:00h | BRA | 98 - 60 | ANG | Ginásio do Maracanãzinho, Rio de Janeiro |
| 31 de julho de 2014 20:00h |     |         |     | Ginásio do Maracanãzinho, Rio de Janeiro |

### Argentina x Angola
| 01 de agosto de 2014 14:00h | ARG | 83 - 77 | ANG | Ginásio do Maracanãzinho, Rio de Janeiro |
| 01 de agosto de 2014 14:00h |     |         |     | Ginásio do Maracanãzinho, Rio de Janeiro |

### Brasil x Argentina
| 31 de julho de 2014 10:00h | BRA | 68 - 59 | ARG | Ginásio do Maracanãzinho, Rio de Janeiro |
| 31 de julho de 2014 10:00h |     |         |     | Ginásio do Maracanãzinho, Rio de Janeiro |

## Campeão
| Super Desafio BRA Adulto Masculino de Basquete |
| ---------------------------------------------- |
| Brasil Campeão                                 |

## Ver Também
- Torneio das Três Nações de Basquete Masculino
- Torneio Internacional de Basquete Masculino de Ljubljana
- Super Desafio BRA de Basquete
- Torneio das Quatro Nações de Basquetebol Masculino 2015